# Villers-le-Rond
Villers-le-Rond är en kommun i departementet Meurthe-et-Moselle i regionen Grand Est (tidigare regionen Lorraine) i nordöstra Frankrike. Kommunen ligger i kantonen Longuyon som tillhör arrondissementet Briey. År 2022 hade Villers-le-Rond 116 invånare.

## Befolkningsutveckling
Antalet invånare i kommunen Villers-le-Rond
| Referens: INSEE |